# Noah Lawson
Noah Lawson es un personaje ficticio de la serie de televisión australiana Home and Away, interpretado por el actor Beau Brady del 6 de septiembre del 2000 hasta el 1 de septiembre del 2004. 

## Biografía
Noah es el hermano menor de Jude. Estando en la escuela fue expulsado de esta por tomar los exámenes de la computadora, sin embargo Donald Fisher y Judith Ackroyd lo convencieron de que regresara. Desde su llegada Noah quedó encantado con Hayley Smith y poco después la pareja comenzó a salir, sin embargo la relación terminó cuando Hayley lo descubrió besándose con Skye Patterson y decidió terminar con él, esto ocasionó que Noah comenzara a tener problemas con la bebida, pero pudo superarlo y regresaron.
Sin embargo a principios del 2003 Noah descubrió que Hayley había besado a Josh West, lo cual ocasionó que la relación se terminara. Más tarde comenzó a trabajar en el Drop-In Centre y después como consejero escolar. Noah casi comienza una relación con Kit Hunter, sin embargo reconoció que todavía seguía enamorado de Hayley. 
Más tarde durante un accidente de coche Hayley se estrelló en un árbol y se golpeó tan fuerte que perdió la memoria y su rostro quedó con algunas cicatrices, sin embargo con la ayuda de Noah se recuperó y pronto la pareja regresó. Algunos meses después en el cumpleaños número 21 de Hayley, Noah le propuso matrimonió ella aceptó.
En el 2004 la pareja se casó el mismo día en que Kirsty Sutherland y Kane Phillips reafirmaron su unión, sin embargo la felicidad no duró mucho tiempo ya que Noah murió unas semanas después de que recibiera un disparo de Sarah Lewis, quien lo mantenía secuestrado junto con Scott Hunter, Sally Fletcher, Danni Sutherland y Hayley, su muerte dejó destrozada a Hayley.